# تجزئة السوق الصناعية
تجزئة السوق الصناعية هي مخطط لتبويب العملاء الصناعيين وعملاء الشركات لإرشاد اتخاذ القرار الاستراتيجي والتكتيكي. تستخدم الوكالات الحكومية والجمعيات الصناعية مخططات تجزئة موحدة لإجراء الاستطلاعات الإحصائية. تبتكر معظم الشركات مخططات تجزئة خاصة بها لتلبية احتياجاتها المحددة. تُعد تجزئة السوق الصناعية مهمة في المبيعات والتسويق.
يصف ويبستر متغيرات التجزئة بأنها «خصائص العملاء المتعلقة بالاختلاف المهم في استجاباتهم للجهود التسويقية». (ويبستر، 2003) ينصح بالمعايير الثلاثة التالية:
1. قابلية القياس، «وإلا لن يكون المخطط قابلًا للتنفيذ» وفقًا لويبستر. في حين أن هذا سيكون مثاليًا بالمطلق، لكن من الممكن أن يكون تطبيقه شبه مستحيل في بعض الأسواق. الحاجز الأول هو أن الأمر غالبًا ما يتطلب بحثًا ميدانيًا، وهو أمر مكلف ويستغرق وقتًا طويلًا. ثانيًا، من المستحيل الحصول على بيانات إستراتيجية دقيقة حول عدد كبير من العملاء. ثالثًا، في حال تجميع البيانات، من الممكن أن يكون تحليلها مهمة شاقة. تؤدي هذه الحواجز إلى استخدام معظم الشركات طرقًا أكثر جودة وحدسية في قياس بيانات العملاء، وطرقًا أكثر إقناعًا عند البيع، أملًا منها في التعويض عن الفجوة الناجمة عن قياس البيانات بدقة.
2. القوة، على سبيل المثال، «يجب أن يكون المتغير مرتبطًا بمجموعة كبيرة من العملاء». يكمن التحدي في العثور على الحجم أو التوازن الصحيح. في حال أصبحت المجموعة كبيرة جدًا، هناك خطر يتمثل في انخفاض الفعالية، وفي حال أصبحت المجموعة صغيرة جدًا ستخسر الشركة مزايا وفورات الحجم. بالإضافة إلى ذلك، كما يوضح ويبستر، عادة ما يوجد عدد كبير من العملاء ممن يقدمون جزءًا كبيرًا من أعمال الموردين. أحيانًا ما يكون هؤلاء العملاء مميزين لدرجة تشكيل شريحة خاصة بهم. عادة ما يحدث ذلك في الصناعات التي يسيطر عليها عدد صغير من الشركات الكبيرة، مثل صناعة الطائرات، والسيارات، والتوربينات، وآلات الطباعة، وآلات الورق.
3. العلاقة التشغيلية بالاستراتيجية التسويقية. يجب أن تمكّن التجزئة الشركة من تقديم العرض التشغيلي المناسب للقطاع المختار من السوق، على سبيل المثال، خدمة التوصيل بشكل أسرع، أو تسهيلات الدفع ببطاقة الائتمان، أو خدمات تقنية على مدار اليوم، إلخ. بإمكان الشركات ذات الموارد التشغيلية الكافية فقط القيام بذلك. على سبيل المثال، يتطلب الإنتاج المبرمج عمليات لوجستية ذات كفاءة عالية وكبيرة، بينما سيحتاج التوريد حسب الطلب إلى مخزونات كبيرة، ما يحد من رأس مال المورد. يزيد دمج الاثنين في الشركة نفسها، على سبيل المثال، بالنسبة إلى قطاعين مختلفين، إلى زيادة موارد الشركة.

على الرغم من ذلك، يستخدم الأكاديميون والممارسون أيضًا مبادئ ونماذج تجزئة متعددة محاولين إيجاد بنية ما.
هدف كل مخطط لتجزئة السوق الصناعية هو تحديد الاختلافات الأكثر أهمية بين العملاء الحاليين والمحتملين التي ستؤثر على قراراتهم أو سلوكياتهم الشرائية، مع الحفاظ على المخطط بأبسط شكل ممكن (نصل أوكام). سيتيح ذلك للمسوق الصناعي بتمييز أسعارها، أو برامجها، أو حلولها لتحقيق ميزة تنافسية قصوى.
على الرغم من تشابهها مع تجزئة سوق العملاء، تُعتبر تجزئة السوق الصناعية مختلفة وأكثر صعوبة بسبب التعقيد الأكبر في عمليات الشراء، ومعايير الشراء، وتعقيد المنتجات والخدمات الصناعية بحد ذاتها. تتضمن التقيدات الإضافية، دور التمويل، والتعاقد، والمنتجات والخدمات التكميلية.